# Ohilimia laensis
Ohilimia laensis is een spinnensoort in de taxonomische indeling van de springspinnen (Salticidae).
Het dier behoort tot het geslacht Ohilimia. De wetenschappelijke naam van de soort werd voor het eerst geldig gepubliceerd in 2010 door Gardzińska en Patoleta.